# Hutchinson (Minnesota)
Hutchinson es una ciudad ubicada en el condado de McLeod en el estado estadounidense de Minnesota. En el Censo de 2010 tenía una población de 14178 habitantes y una densidad poblacional de 606,49 personas por km².

## Geografía
Hutchinson se encuentra ubicada en las coordenadas 44°53′7″N 94°22′37″O / 44.88528, -94.37694, a algunos kilómetros al oeste de la confluencia de los ríos Minnesota y Misisipi. Según la Oficina del Censo de los Estados Unidos, Hutchinson tiene una superficie total de 23.38 km², de la cual 22.28 km² corresponden a tierra firme y (4.69%) 1.1 km² es agua.

## Demografía
Según el censo de 2010, había 14178 personas residiendo en Hutchinson. La densidad de población era de 606,49 hab./km². De los 14178 habitantes, Hutchinson estaba compuesto por el 95.44% blancos, el 0.9% eran afroamericanos, el 0.29% eran amerindios, el 1.07% eran asiáticos, el 0.08% eran isleños del Pacífico, el 0.94% eran de otras razas y el 1.29% pertenecían a dos o más razas. Del total de la población el 3.77% eran hispanos o latinos de cualquier raza.